# Ильинское сельское поселение (Тюменская область)
Ильинское се́льское поселе́ние — муниципальное образование в Казанском районе Тюменской области Российской Федерации.
Административный центр — село Ильинка.

## История
Статус и границы сельского поселения установлены Законом Тюменской области от 5 ноября 2004 года № 263 «Об установлении границ муниципальных образований Тюменской области и наделении их статусом муниципального района, городского округа и сельского поселения».

## Население
| 2010  | 2011  | 2012  | 2013  | 2014  | 2015  | 2016  |
| ----- | ----- | ----- | ----- | ----- | ----- | ----- |
| 2511  | ↘2509 | ↘2470 | ↗2479 | ↘2446 | ↗2475 | ↘2448 |
| 2017  | 2018  | 2019  | 2020  | 2021  |       |       |
| ↘2438 | ↘2402 | ↘2356 | ↘2340 | ↘2123 |       |       |

## Состав сельского поселения
| № | Населённый пункт | Тип населённого пункта       | Население |
| - | ---------------- | ---------------------------- | --------- |
| 1 | Баландина        | деревня                      | 290       |
| 2 | Благодатное      | деревня                      | 287       |
| 3 | Ельцово          | деревня                      | 342       |
| 4 | Ильинка          | село, административный центр | 1592      |